# HMS Menestheus
«Менесфеус» (M93) (англ. HMS Menestheus (M93)) — вспомогательный минный заградитель Королевского военно-морского флота Великобритании времен Второй мировой войны.
Заложен в 1929 году на верфи компании Caledon Shipbuilding & Engineering Company в городе Данди, Шотландия. В июне 1940 года после переоборудования был передан Королевскому флоту Великобритании для службы в качестве вспомогательного минного заградителя.

## История службы
«MV Menestheus» изначально был грузовым лайнером компании Blue Funnel Line, курсировавшим между берегами Великобритании и Дальнего Востока. В декабре 1939 года судно было реквизировано Королевским флотом, после чего переоборудовано во вспомогательный минный заградитель и переименовано в HMS Menestheus (M93).
22 июня 1940 года корабль был включен в состав 1-й эскадры минных заградителей, базировавшейся в Кайл-оф-Лохалш. Корабль выполнял задачи по постановке минных полей на Северном барьере, тем самым участвуя в битве за Атлантику.

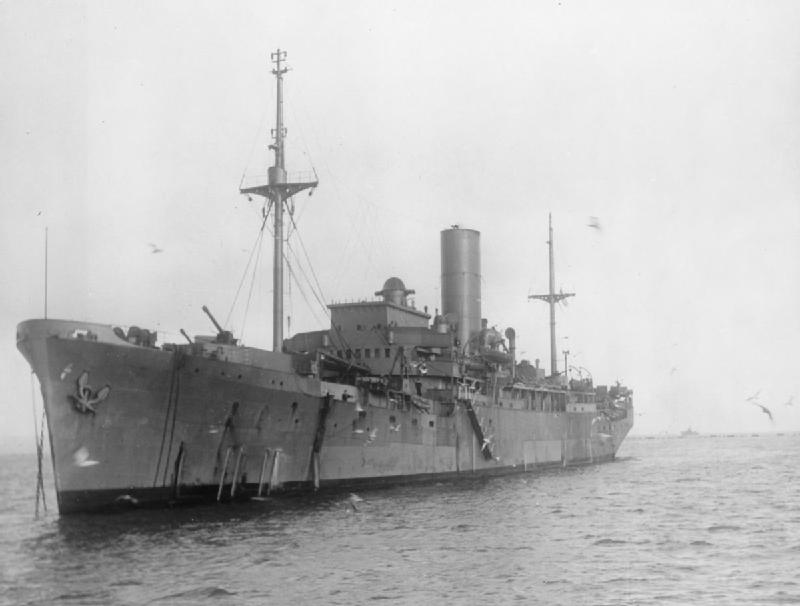
«HMS Menestheus» стоит на якоре в море

### Модернизация
В октябре 1943 года «Менесфеус» был переоборудован в судно отдыха для нужд британского Тихоокеанского флота. В 1944 году на корабле прошла дополнительная модернизация, в рамках которой на нём, среди прочего, были установлены кинотеатр и кафетерии для личного состава моряков Королевского вспомогательного флота. Кроме того, на судне была обустроена собственная пивоварня, варившая пиво для матросов.

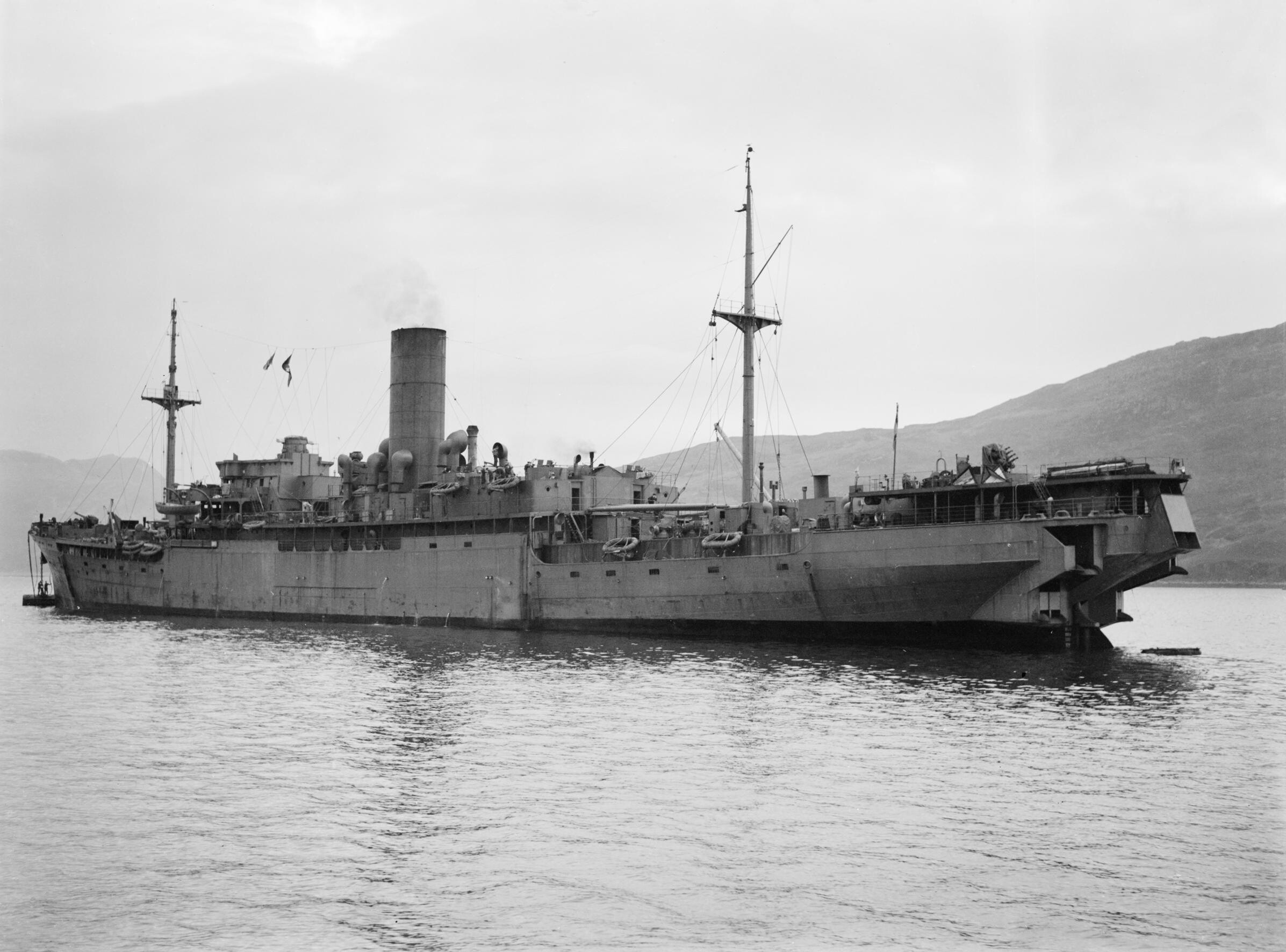
Вспомогательный минный заградитель ВМС Великобритании «HMS Menestheus». Снимок был сделан во время Второй мировой войны

## После войны
В 1946 году, после завершения войны с Японией, судно было возвращено компании «Blue Funnel Line». В 1953 году судно списали после того, как оно выгорело при пожаре.